# Plestia thetis
Plestia thetis är en insektsart som beskrevs av Ronald Gordon Fennah 1950. Plestia thetis ingår i släktet Plestia och familjen Ricaniidae. Inga underarter finns listade i Catalogue of Life.